# Tirupattur (Distrikt)
Der Distrikt Tirupattur (Tamil: திருப்பத்தூர் மாவட்டம்; auch Tirupathur, Thirupathur) ist ein Distrikt des indischen Bundesstaates Tamil Nadu. Verwaltungszentrum des Distrikts ist die namensgebende Stadt Tirupattur. Der Distrikt Tirupattur wurde im Jahr 2019 durch die Teilung des Distrikts Vellore gebildet.

## Geografie

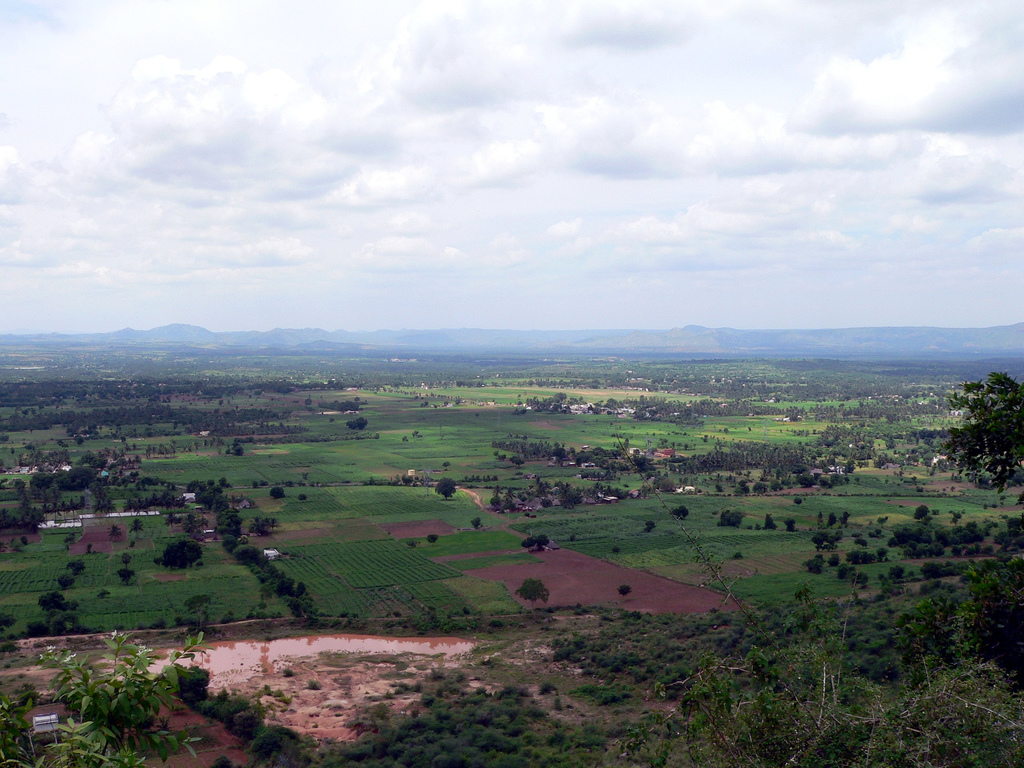
Blick aus den Yelagiri-Bergen in die Ebene

Der Distrikt Tirupattur liegt im nördlichen Binnenland Tamil Nadus. Nachbardistrikte sind Vellore im Nordosten, Tiruvannamalai im Osten, Krishnagiri im Westen und Chittoor im Norden. Letzterer gehört bereits zum Nachbarbundesstaat Andhra Pradesh. Der Nordteil des Distriktgebiets wird von periodisch wasserführenden Palar-Fluss durchflossen. Ein Teil des Distriktgebiets wird von gebirgigen Ausläufern der Ostghats eingenommen. Im Norden bildet ein solcher Höhenzug die Grenze zu Andhra Pradesh. Im Osten liegen an der Grenze zum Distrikt Tiruvannamalai die Javadi-Berge sowie das kleinere Massiv der Yelagiri-Berge. Die Berggegenden sind dicht bewaldet und verfügen über reiche Vorkommen von Sandelholzbäumen, was der Distrikthauptstadt Tirupattur den Beinamen der „Sandelholzstadt“ (Sandalwood City) eingebracht hat.

## Geschichte
Der Distrikt Tirupattur entstand am 28. November 2019 aus dem westlichen Teil des Distrikts Vellore, der in die drei Distrikte Vellore, Tirupattur und Ranipet geteilt wurde.

## Bevölkerung
Da der Distrikt bei der Volkszählung 2011 noch nicht existierte, gibt es kaum öffentlich zugängliche demografische Daten. Nach Angaben der Distriktwebseite hatte der spätere Distrikt im Jahr 2011 1.279.953 Einwohner und eine Fläche von 1831,99 km².

## Verwaltungsgliederung

### Taluks
Der Distrikt Tirupattur ist in die folgenden vier Taluks (Subdistrikte) unterteilt, die jeweils nach ihren Hauptorten benannt sind:
- Ambur
- Natrampalli
- Tirupattur
- Vaniyambadi

### Städte
Im Distrikt Tirupattur gibt es vier Städte mit eigener Stadtverwaltung (Municipalities), drei nach dem Panchayat-System verwaltete Kleinstädte (Town Panchayats) und elf Zensusstädte (Census Towns). Angegeben ist die Einwohnerzahl nach der Volkszählung 2011.
Municipalities
- Ambur (114.608)
- Jolarpet (29.662)
- Tirupathur (64.125)
- Vaniyambadi (95.061)

Town Panchayats
- Alangayam (18.327)
- Natrampalli (10.390)
- Uthayendram (13.837)

Zensusstädte
- Devasthanam (4.963)
- Damalerimuthur (5.250)
- Kasinayagampatti (4.779)
- Jaffrabad (8.121)
- Kailasagiri (9.421)
- Pachchal (16.789)
- Periagaram (4.916)
- Thuthipattu (9.143)
- Valayambattu (10.076)
- Supallipattu (4.998)
- Tirupattur (19.487)

## Sehenswürdigkeiten
Die wichtigste Besucherattraktion im Distrikt Tirupattur sind die Yelagiri-Berge, die während der Sommermonate wegen ihres angenehmen Klimas ein beliebtes Reiseziel sind. Mit 5,9 Millionen Besuchern im Jahr 2011 kommt Yelagiri aber nicht an die Besucherzahlen populärer Bergorte wie Kodaikanal oder Udagamandalam heran.
Im Distrikt befindet sich in den Javadi-Bergen beim Ort Kavalur das Vainu-Bappu-Observatorium des Indian Institute of Astrophysics, das eingeschränkt auch für Besucher zugänglich ist.